# Villa Wahlström

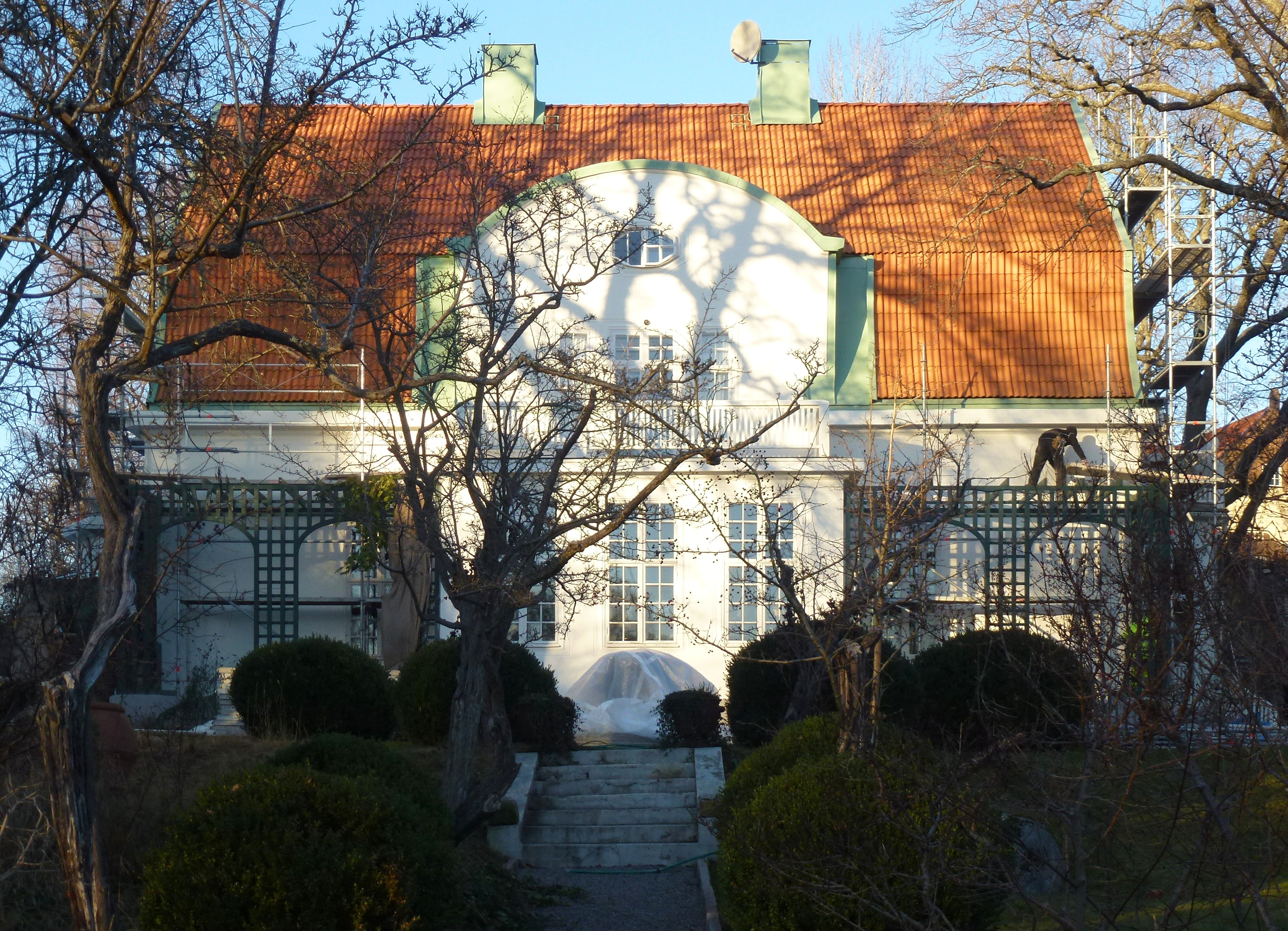
Villa Wahlström i november 2013.

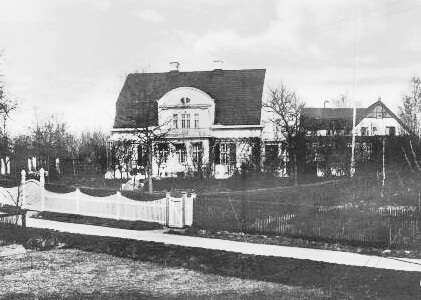
Villa Wahlström 1930.

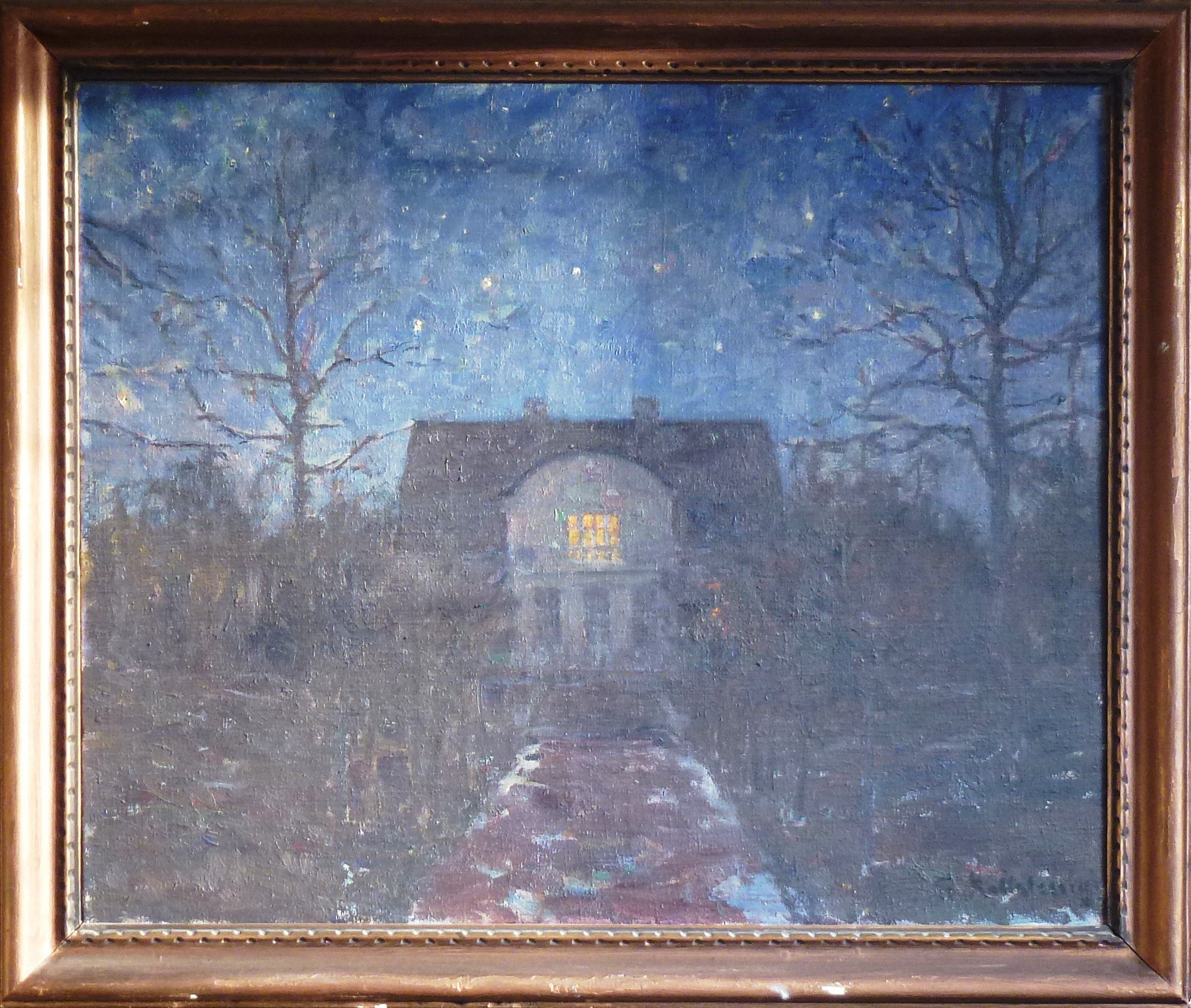
Villa Wahlström i Gottfrid Kallstenius tolkning.

Villa Wahlström (även kallad Villa Apelgården) är en kulturhistoriskt värdefull byggnad vid Järlavägen 23, i Storängen, Nacka kommun. Villan uppfördes 1906 för bokförläggaren Per Karl Wahlström (Wahlström & Widstrand) och ritades av arkitekt Torben Grut. Enligt en kulturhistorisk byggnadsinventering av Storängen år 1979 bedöms byggnaden som ”omistlig”.

## Bakgrund
Storängens villasamhälle grundades år 1904 av Tjänstemännens egnahemsförening och lockade till sig inte bara tjänstemän från övre medelklass utan även universitetslärare, direktörer, konstsamlare och konstnärer. Den nyöppnade järnvägen Stockholm-Saltsjön (Saltsjöbanan) med sin snabba trafikförbindelse till och från Stockholm och hållplats i Storängen bidrog till att villasamhället blev attraktivt.
Till den nya villastaden kom även grundarna för bokförlaget Wahlström & Widstrand. Per Karl Wahlström flyttade 1906 till Järlavägen 23 och hans kompanjon Wilhelm Widstrand bosatte sig samma år i Villa Widstrand vid nuvarande Krokvägen 1A (tidigare Skogsvägen).

## Byggnadsbeskrivning
Som så många villor i Storängen fick även Wahlströms nya hem på landet en gestaltning i jugendstil. Som arkitekt anlitade han Torben Grut. Huset har en hög bottenvåning med höga, småspröjsade fönster. Fasaden mot gatan accentueras av en tydlig mittrisalit som reser sig över taket och är utformad som en sluten altan. Fasaderna är putsade och avfärgade i vit kulör. Taket är ett brutet sadeltak där det lägre takfallet är svängt inåt. Wahlström bodde i huset fram till sin död 1932. År 2013 genomgick byggnaden en utvändig renovering. 
Villa Wahlström avbildades av storängsbon Gottfrid Kallstenius. Originalet hänger i Storsalen i Storängens Samskola.